# Мйонсково (Сьредський повіт)
Мйонсково (пол. Miąskowo) — село в Польщі, у гміні Кшикоси Сьредського повіту Великопольського воєводства.
Населення — 418 осіб (2011).
У 1975-1998 роках село належало до Познанського воєводства.

## Демографія
Демографічна структура станом на 31 березня 2011 року:
|          | Загалом | Допрацездатний вік | Працездатний вік | Постпрацездатний вік |
| -------- | ------- | ------------------ | ---------------- | -------------------- |
| Чоловіки | 219     | 59                 | 147              | 13                   |
| Жінки    | 199     | 40                 | 128              | 31                   |
| Разом    | 418     | 99                 | 275              | 44                   |